# Знак полудолготы
Знак полудолготы (ˑ) — символ Международного фонетического алфавита, обозначающий полудолготу предыдущего гласного или слогового согласного. Имеет форму треугольной точки вершиной вниз посередине и может быть спутан с интерпунктом (·).

## Примеры
| Язык       | Слово | МФА    | Значение |
| ---------- | ----- | ------ | -------- |
| Английский | beat  | [biˑt] | ‘бить’   |